# SAVIEM J
 (janvier 2014).
Si vous disposez d'ouvrages ou d'articles de référence ou si vous connaissez des sites web de qualité traitant du thème abordé ici, merci de compléter l'article en donnant les références utiles à sa vérifiabilité et en les liant à la section « Notes et références ».
Le Saviem J est un camion fabriqué à Blainville-sur-Orne par Saviem de 1975 à 1980. Il inaugure la cabine Club des Quatre issue d'une alliance entre les constructeurs de poids-lourds SAVIEM, Volvo, DAF et Magirus-Deutz.
Il a remplacé les séries « SM » et « SG », modèles allant du SG4 jusqu'au SM8. 

## Historique
En 1975, Daf, Magirus-Deutz, Saviem et Volvo forment le « Club des Quatre » afin d'étudier et de fabriquer ensemble un camion de moyen tonnage, ce qui permet de partager un investissement important.
La société Europeen truck development (ETD) est créée aux Pays-Bas, elle aura son bureau d'études chez Saviem dans l'ouest de la région Île-de-France, mais le projet de l'usine commune de fabrication complète sera peu à peu abandonné.
Le nouveau camion, qui possède un châssis léger et rigide, est facile à carrosser grâce à des longerons droits. Cette gamme de véhicules (gamme intermédiaire) est complètement nouvelle quant aux concepts et aux pièces qui la composent. À part les organes de la chaine cinématique, tout a été nouveau.

### Saviem Série J
La gamme J est structurée en 5 véhicules de base : JK, JN, JP, JR. Le JR est une variante porteur-remorqueur et tracteur du JP. La sortie série a eu lieu en 1975, sauf le JK décalé qui est sorti en 1976.
JK 60 et JK75 : 6 T et 7,5 T de PTAC. Moteur Saviem 4 cylindres, cylindrée 3,59 litres, type 720, de 100ch SAE (90ch DIN), avec boite de vitesses 4 rapports (Saviem type 321-4) ou 5 rapports ZF (S5-24). Direction mécanique. 4 empattements.
JN 90 : 9 T de PTAC. Moteur Saviem 6 cylindres, cylindrée 5,49 litres, type 797 de 150ch SAE (133ch DIN), avec boite de vitesses ZF 5 rapports (S5-35). Direction mécanique. 5 empattements.
JP11 et JP13 : 11 T et 13 T de PTAC. Moteur Saviem 6 cylindres, cylindrée 5,49 litres, type 797 de 150ch SAE (133ch DIN) avec boite de vitesses ZF 5 rapports (S5-35) ou (JP13 uniquement) moteur Saviem 6 cylindres, cylindrée 5,49 litres, type 798 turbo de 170ch SAE (150ch DIN) avec boite de vitesses ZF 6 rapports (S6-65) ou 12 rapports (S6-65+GV80). Direction mécanique ou hydraulique en option. 5 empattements.
JR19 et JR21 : JR19, Porteur-remorqueur de 19 T de PTRA et JR21, Tracteur de 21 T de PTRA moteur Saviem 6 cylindres, cylindrée 5,49 litres, type 798 turbo de 170ch SAE (150ch DIN) avec boite de vitesses ZF 6 rapports (S6-65) ou 12 rapports (S6-65+GV80). Direction hydraulique.
De nombreuses versions ont été proposées notamment, cabine profonde à couchette, cabine 4 portes avec 7 places assises pour un équipage (Ponts-et-chaussées, pompiers.), équipement porteur-remorqueur pour toutes versions, boite de vitesses automatique Allison AT545, direction à assistance hydraulique, aspiration d'air niveau pavillon, Direction à droite.

### Renault Midliner
Après la fusion de Saviem et Berliet en 1978 qui a conduit à la création de Renault Véhicules Industriels le 1er janvier 1980, la marque Saviem a disparu. Après un léger lifting, les modèles Saviem série J ont été commercialisés sous le nom de Renault JK/G puis, à partir de 1985, Renault S et G.
Dès 1979, le modèle était vendu en Australie par Renault Mack Trucks sous le nom de Mack Mid-Liner. Alors qu'il était proposé sur les marchés d'exportation sous le nom de Renault S ou Série G, le nom Midliner a également été utilisé sur certains marchés. 
Plusieurs interventions de modernisation ont été opérées à partir de 1987, offrant un design plus moderne de la cabine. La version la plus lourde ressemblait à la série S et était commercialisée sous le nom de Renault Midliner M ou MK ou simplement Renault M/MK. En 1991, la série a été renommée officiellement Renault Midliner. En 1995, la cabine a été retouchée extérieurement et entièrement revue intérieurement. Le véhicule a bénéficié de constantes évolutions techniques, en 1975 avec les moteurs diesel à injection avec chambre de turbulence puis, les moteurs turbocompressés. Dans les années 1980, les moteurs diesel à injection directe ont fait leur apparition, tout comme les systèmes de freinage antiblocage. Les moteurs diesel à injection à rampe commune ont équipé les modèles dans les années 1990. En 2000, la production a été arrêtée et le Renault Midliner a été remplacé par le Midlum.

## CabineClub des Quatre
En France, la cabine a été montée pendant vingt-cinq ans, d'abord sur les châssis Saviem et Berliet. Puis, Renault Véhicules industriels l'a utilisée pour le TRM 2000 et l'a modernisée plusieurs fois à partir de 1986 sur les modèles S Midliner jusqu'au lancement du Midlum.  
Le S100 Turbo Midliner, qui est un camion pour des livraisons urbaines, possède un moteur Perkins T 4.38 diesel 4 cylindres de 3,8 litres et de 98 chevaux avec un turbocompresseur, une transmission à 5, 6 ou 9 rapports, avec une longueur carrossable de 3,86 mètres à 5,90 mètres pour un poids total autorisé en charge (P.T.A.C.) de 6 à 8,7 tonnes.  

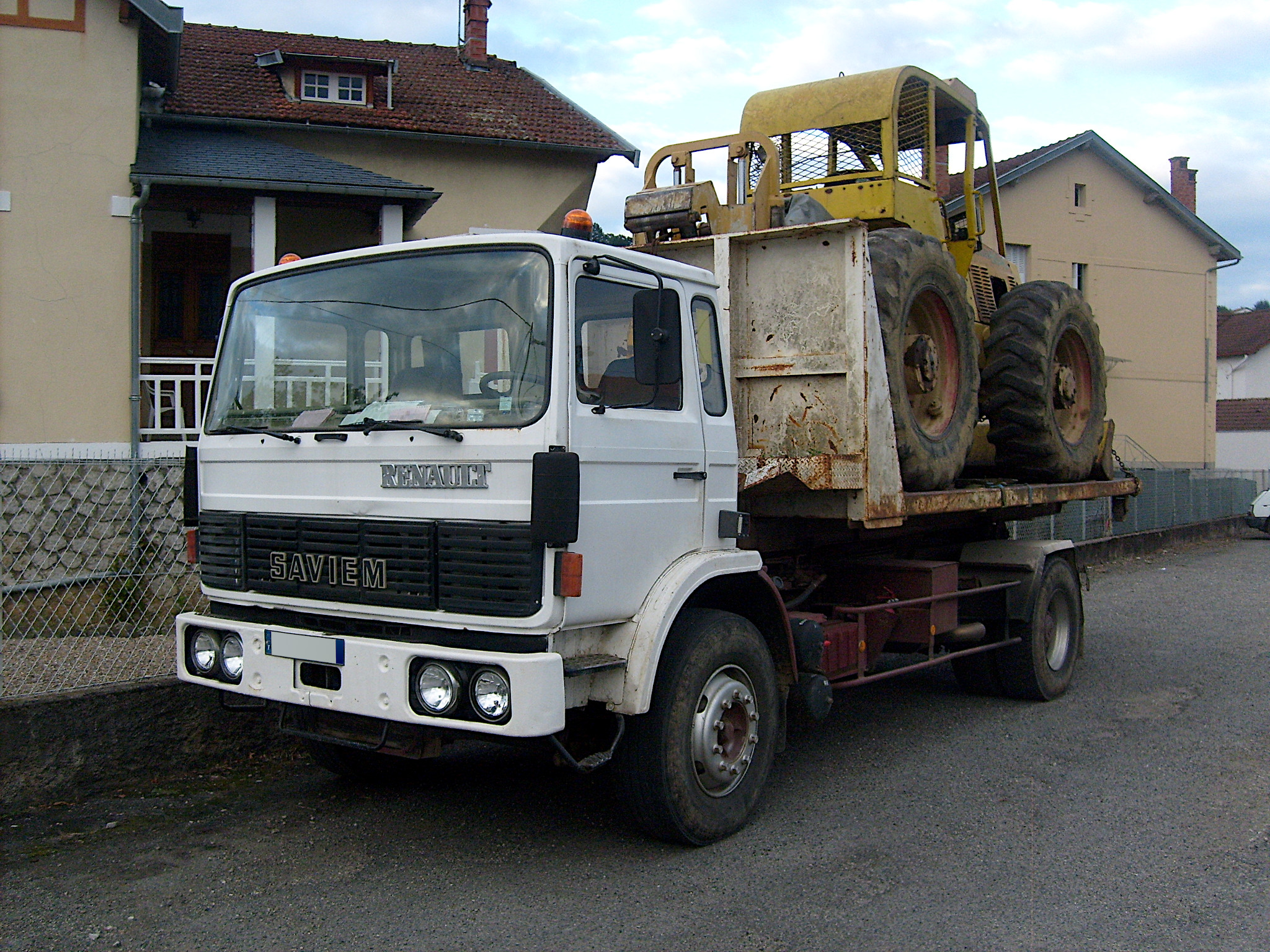
Saviem H à cabine Club des Quatre.
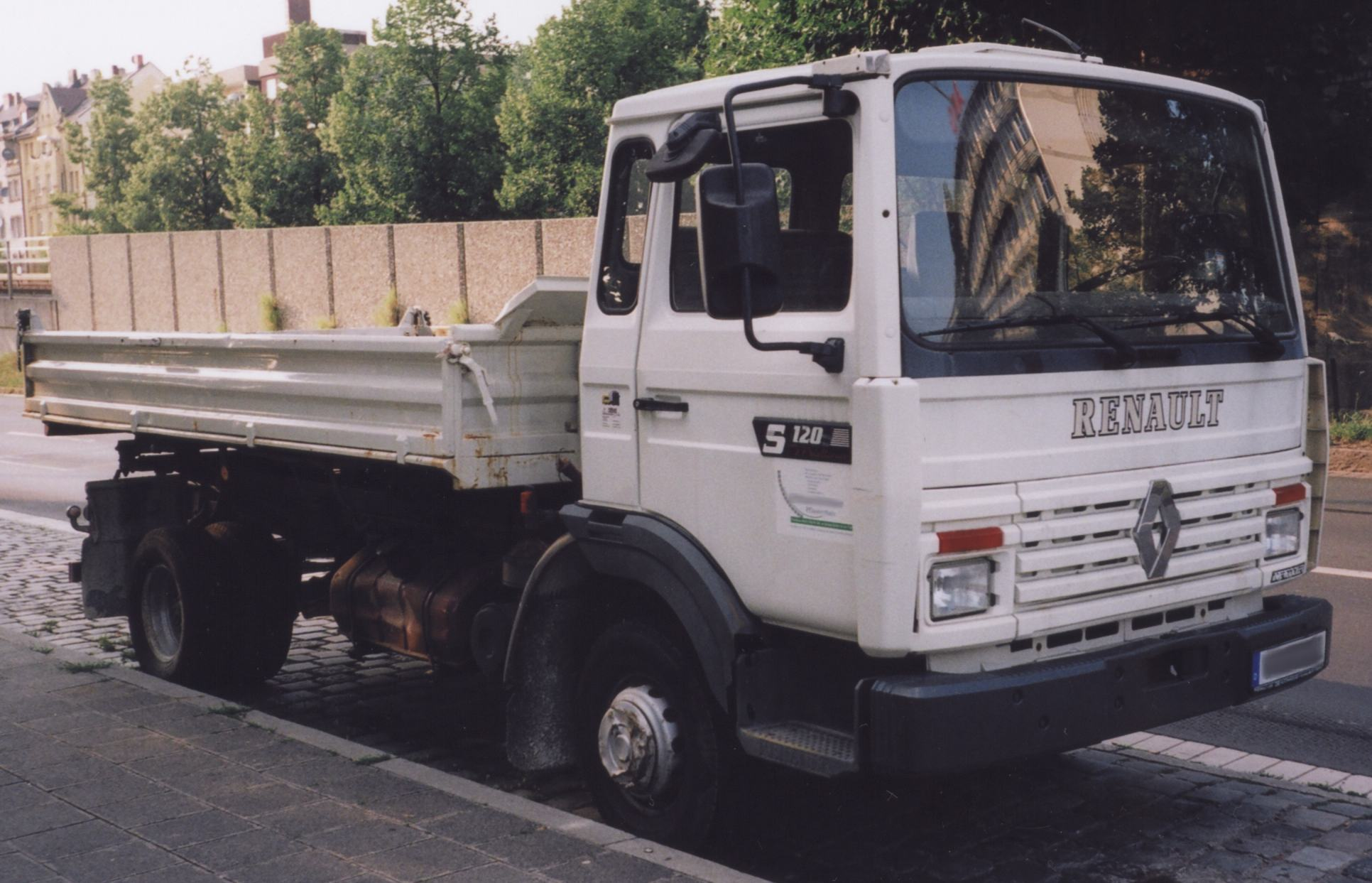
Renault Midliner.
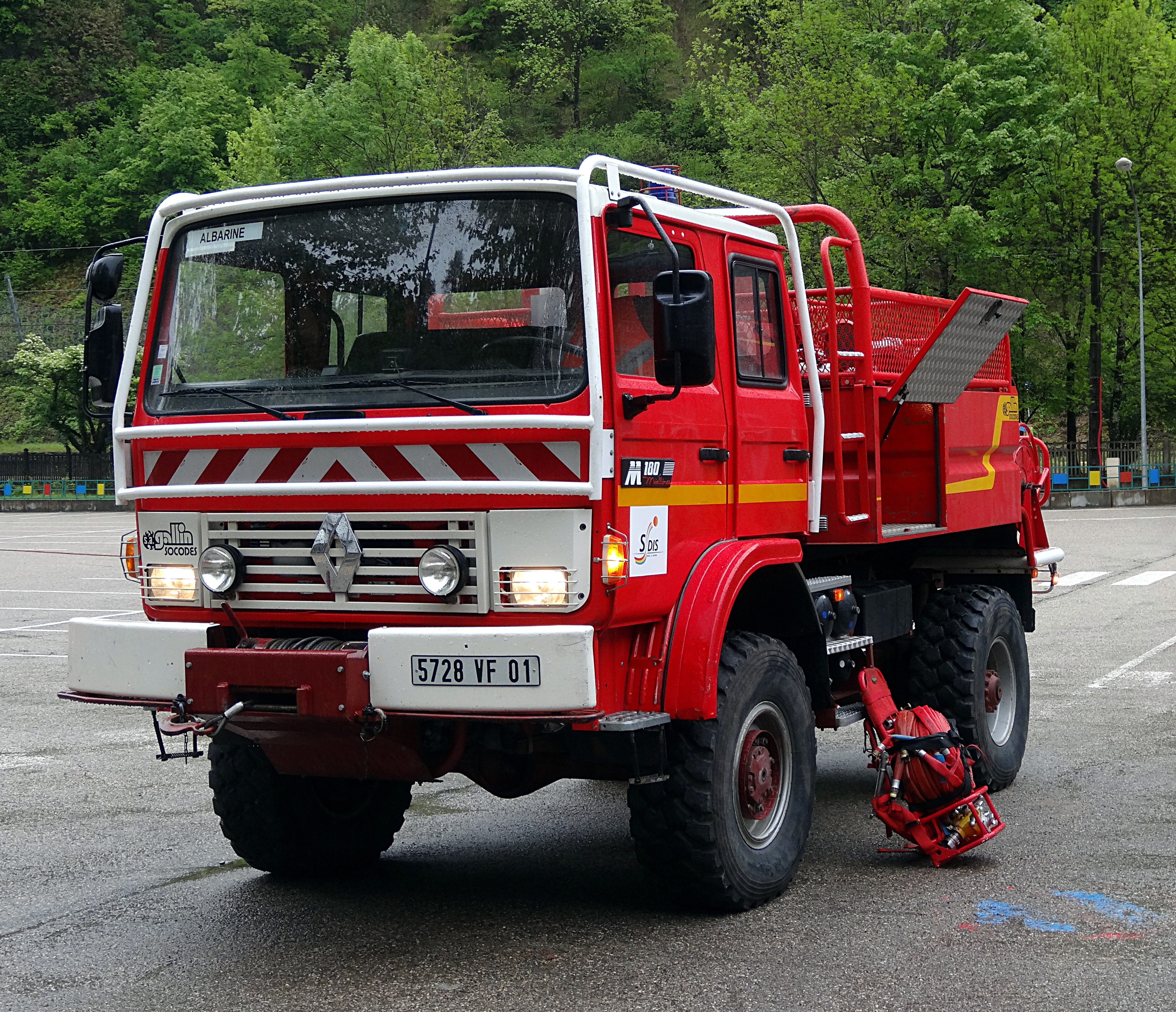
Renault Midliner préparé pour les sapeurs-pompier.
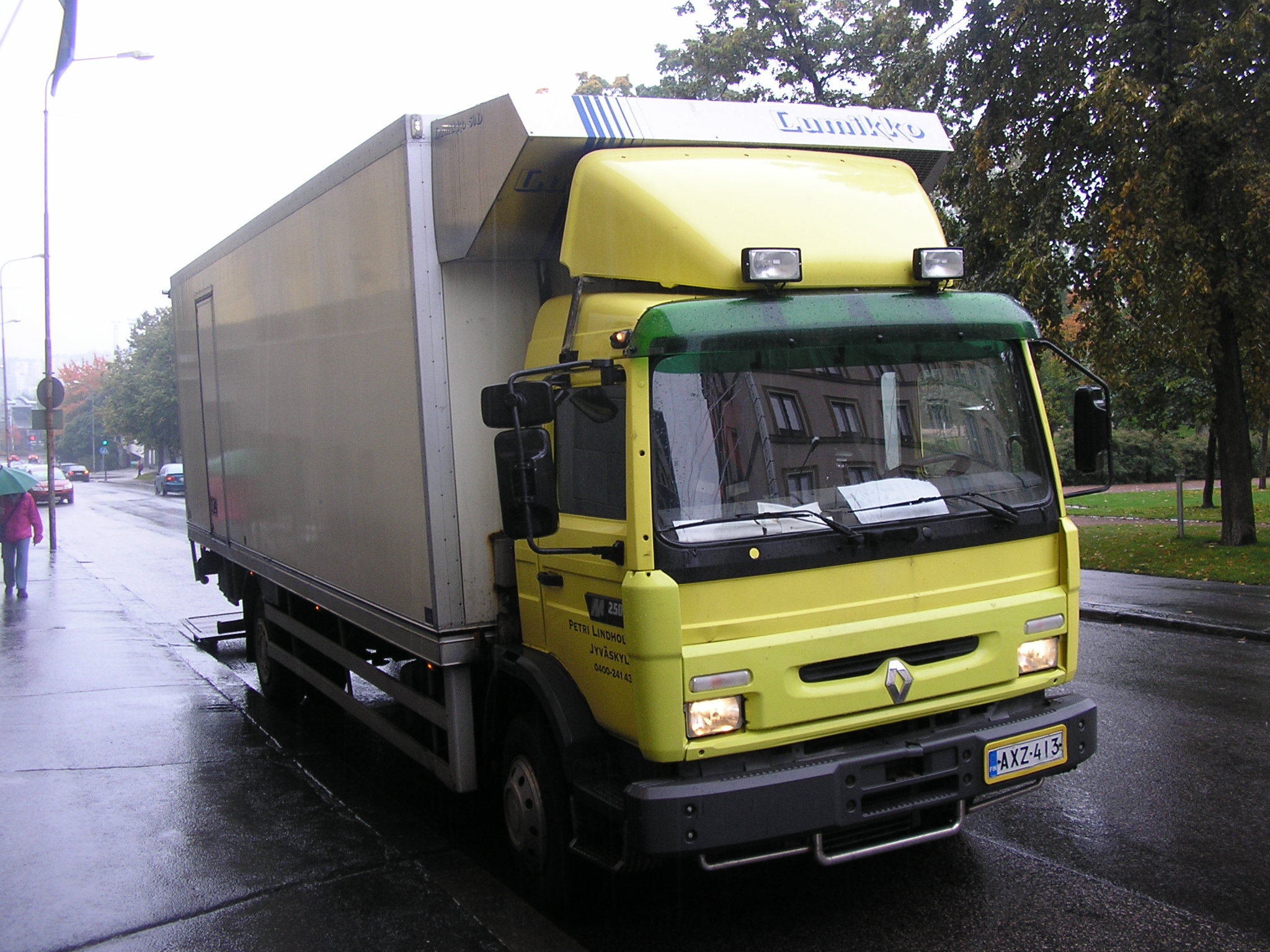
Renault Midliner dernière génération.